# Leonor de la Vega y Velasco
Leonor de la Vega y Velasco (c.1450-diciembre de 1522) fue una noble dama castellana que llegó a ser condesa de Urueña por su matrimonio con el II conde, Juan Téllez-Girón (1456-1528), señor de Osuna.

## Orígenes familiares
Nació en el seno de una de las familias nobles más poderosas de finales del siglo XV de la Corona de Castilla, la Casa de Velasco. Fue hija de Mencía de Mendoza y Figueroa (1421-1500) y de Pedro Fernández de Velasco (1425-1492), condes de Haro, condestables de Castilla cuyos restos reposan en la Capilla de los Condestables de la Catedral de Burgos. Fue, además, nieta del I marqués de Santillana, Íñigo López de Mendoza. Sus hermanas de este matrimonio fueron Catalina de Velasco, María de Velasco, Isabel de Velasco y Mencía de Velasco, y sus hermanos Bernardino Fernández de Velasco e Íñigo Fernández de Velasco.[cita requerida]

## Biografía

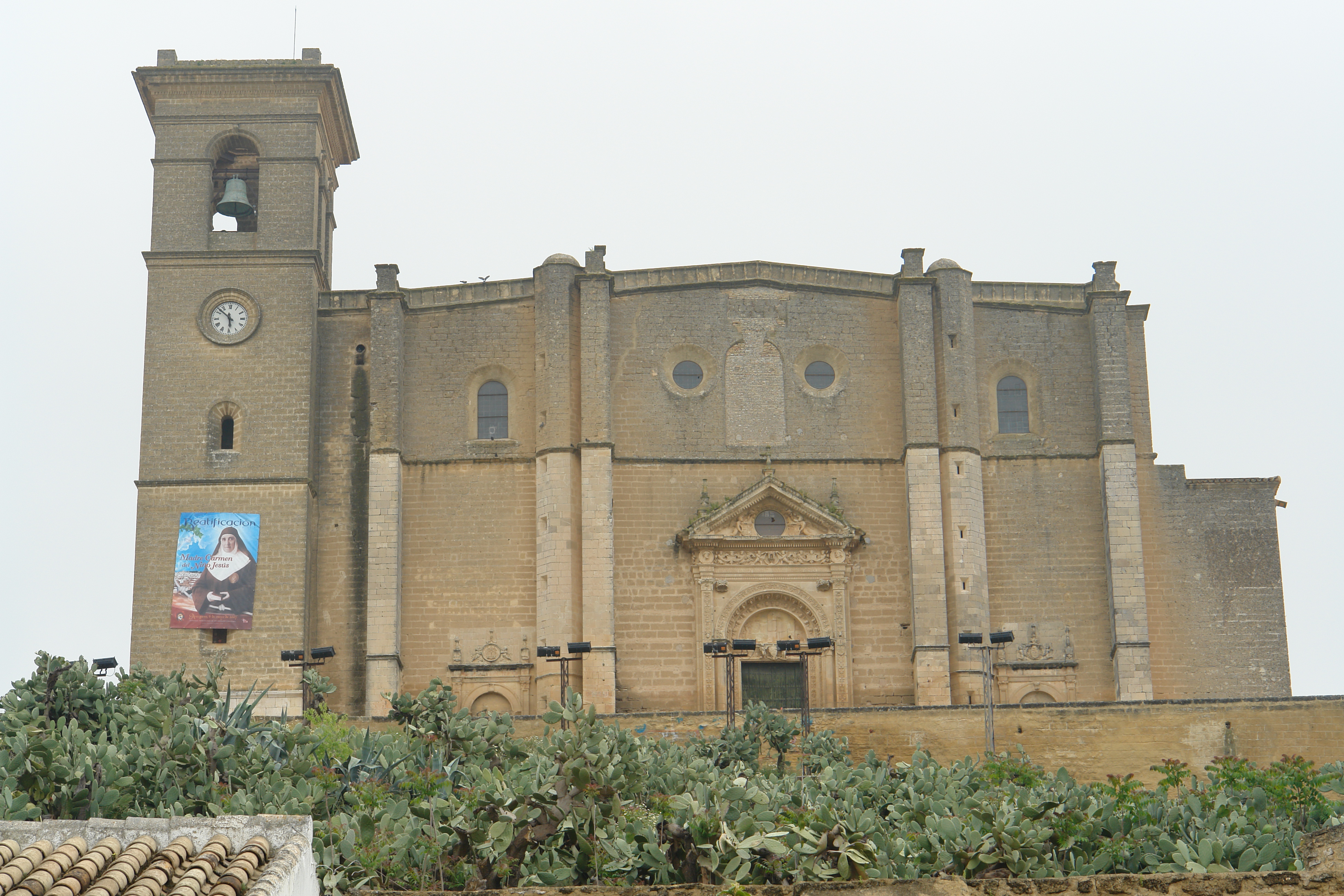
Colegiata de Osuna.

No hay noticias para reconstruir la vida de esta señora antes de contraer matrimonio. Leonor de la Vega y Velasco casó con Juan Téllez Girón, hijo ilegítimo de Pedro Girón, maestre de la Orden de Calatrava, y de Isabel de Las Casas, hija de un labrador de Lopera, según cuenta Gonzalo Fernández de Oviedo. De este matrimonio descienden los señores de esta casa a lo largo del siglo XVI, los futuros duques de Osuna. Su padre, el condestable Pedro Fernández de Velasco, se encontraba enfrentado con Juan Téllez Girón, al que disputaba el señorío de algunas villas. Con el matrimonio de su hija con Juan Téllez Girón recuperaba la amistad de esta casa, acercándolos al mismo tiempo al bando de Isabel de Castilla y de Fernando de Aragón en la guerra por la sucesión del trono castellano. El conde de Ureña apoyaba la causa de su primo, Diego López Pacheco, II marqués de Villena, defensor de la hija del rey Enrique IV, Juana de Castilla (llamada “la Beltraneja” por quienes pretendían deslegitimarla), y con esta alianza se pasaba al partido de Isabel y Fernando por mediación del condestable y de su hija Leonor. Las capitulaciones matrimoniales de 1476 aseguraron el perdón real y beneficiaron a Juan Téllez Girón con algunas de las villas en litigio, como la de Gumiel de Izán (Burgos).
El matrimonio de Leonor sirvió así a las estrategias del linaje. Se ha resaltado este caso como un ejemplo de cómo los Haro solían utilizar a sus hijas para medrar en el reino. Esta instrumentalización no era incompatible con los afectos: Leonor de la Vega recibió el doble de la herencia de su padre que le correspondía, “por aprecio que le tenía”, se dice en un documento, y ella misma, en otro posterior, insiste en este “mayor amor que le tenía sobre las demás” de sus hermanas.
En unas coplas compuestas, al parecer, con ocasión de estas bodas, se dice que la dama era “graciosa”, “dulce” y “fermosa”, además de “valerosa”, “honesta” y en “extremo virtuosa”. En las justas que se celebraron en 1476, Juan Tellez Girón sacó por cimera una corona de laurel, al declararse vencido por el amor de Leonor.
La residencia más habitual de Leonor y de su marido fue el palacio de su fortaleza de Osuna. Si bien el conde había mostrado un talante enamorado en los tiempos de las bodas, aquel sentimiento, en el caso de durar, no se hizo excluyente, según se deduce de una anécdota que cuenta Gonzalo Fernández de Oviedo, que revela, además, el temperamento impulsivo, iracundo y cruel del conde. La condesa Leonor “sospechava quel conde se servía [de cierto paje] en algunas mensajerías de mugeres e amores” y quiso alejarlo del servicio de la mesa, porque “no le quería ver ni le agradava su diligençia o desvengüença”. Para ello, le pidió al maestresala, criado viejo que servía en la casa desde joven, que lo apartara de su servicio. El conde, sabido esto, en venganza, quiso castigarle con latigazos y humillarle ante otros caballeros, por haberle hecho “malcasado”, pero el maestresala, que era hidalgo, se rebeló ante tal afrenta. Sacó un cuchillo y, arremetiendo contra el conde, logró escapar, emprendiendo una huida desesperada de la villa. Se disfrazó de mujer, con saya y toalla en la cabeza, se mezcló con otras mujeres que iban a la fuente y logró escapar. No pudieron alcanzarle ni encontrarle. Nada pudo hacer por él la condesa Leonor, lo cual dice mucho de la deficiente autoridad que ostentaban las damas nobles ante sus linajudos maridos.[cita requerida]
Sin embargo, fuera del ámbito doméstico, la condesa sí que podía exhibir mayor autoridad, bien es cierto que en tanto que miembro de un linaje influyente. Leonor de la Vega y Velasco medió ante los Reyes Católicos a causa de otra actuación más grave del conde, que le puso en trance de ser acusado de traición y terminar reo de muerte. “Por respecto de esta señora… e de sus hermanos, los condestables don Bernaldino y don Íñigo de Mendoza… e por tener tales e tantos e tan grandes parientes”, fue condenado, en cambio, a varios años de prisión y al pago de varios millares de ducados y servicio de armas en África. Se trata del atentado contra varios cuadrilleros de la Hermandad que entraron en las tierras del conde en persecución de ciertos delincuentes. Los cuadrilleros fueron asaetados por el conde y expulsados, despreciando así a los representantes de la Justicia regia. Otro episodio de desacato en tiempos de la regencia de Cisneros, en 1516, supuso una condena similar para el conde, provocando otra merma en el patrimonio del que podían disponer él, la condesa Leonor y sus hijos, habiendo sido una de las fortunas más ricas del reino. Gonzalo Fernández de Oviedo afirma que “sin duda, algunos decían que en virtud de ella [de la condesa Leonor] se sostenía esta casa del conde”.
Estudios recientes han puesto en valor las actuaciones que pudo tener la condesa en la gestión de los señoríos de la Casa de Osuna, especialmente, en ausencia del marido. Como miembro de una familia que cultivaba la lectura y la escritura, y que gustaba rodearse de escritores y poetas, debió beneficiarse de cierta educación y formación letrada, como sus hermanas. El abad Antonio García de Córdoba, escribiendo sobre la villa de Osuna en el siglo XVIII, afirmó que firmaba “expedientes”, entre ellos algunos que implicaban a judíos, por los cuales no debía tener mucho aprecio, ya que cuenta que, al firmarlos “mojaba antes la pluma en agua bendita”. La anécdota, de ser cierta, muestra la efectiva capacidad lectoescritora de la condesa, a la vez que el fanatismo en que había derivado su excesiva devoción al culto divino.[cita requerida]
Leonor de la Vega y Velasco vivió cerca de setenta años, falleciendo en diciembre de 1522. Dejó como testamentario a su marido, el cual murió unos pocos años después. Fue enterrada en la capilla del palacio de Osuna y después su cuerpo fue trasladado, junto con al del conde, fallecido en 1528. Su hijo, Juan Téllez Girón, IV conde de Ureña, mandó construir para sus padres el sepulcro conjunto en la iglesia mayor de Osuna. De hecho, los estatutos de la Capilla del santo Sepulcro de nuestro señor Jesucristo de 1537 ya indican la presencia del matrimonio fallecido.

## Patrocinio, devoción y religiosidad
Las crónicas genealógicas destacan muy frecuentemente su condición de mujer virtuosa y madura en su desempeño maternal, y su honestidad y carácter piadoso, siguiendo una tradición que le venía de su linaje. Jerónimo Gudiel, en el siglo XVI, la describía así:

Dejó en memoria suya el buen conde, allende de muchas buenas obras que delante llevó, una muy ilustre y larga generación habida en su mujer la condesa doña Leonor de Velasco, así de hijos como de hijas muy bien casadas en estos reinos. Y la condesa no ilustró poco esta casa por sus muchas y altas virtudes, mayormente de honestidad, devoción, religión y reverencia al culto divino, que sus descendientes hoy día poseen como herencia muy preciada: y también por los grandes linajes que consigo trajo.

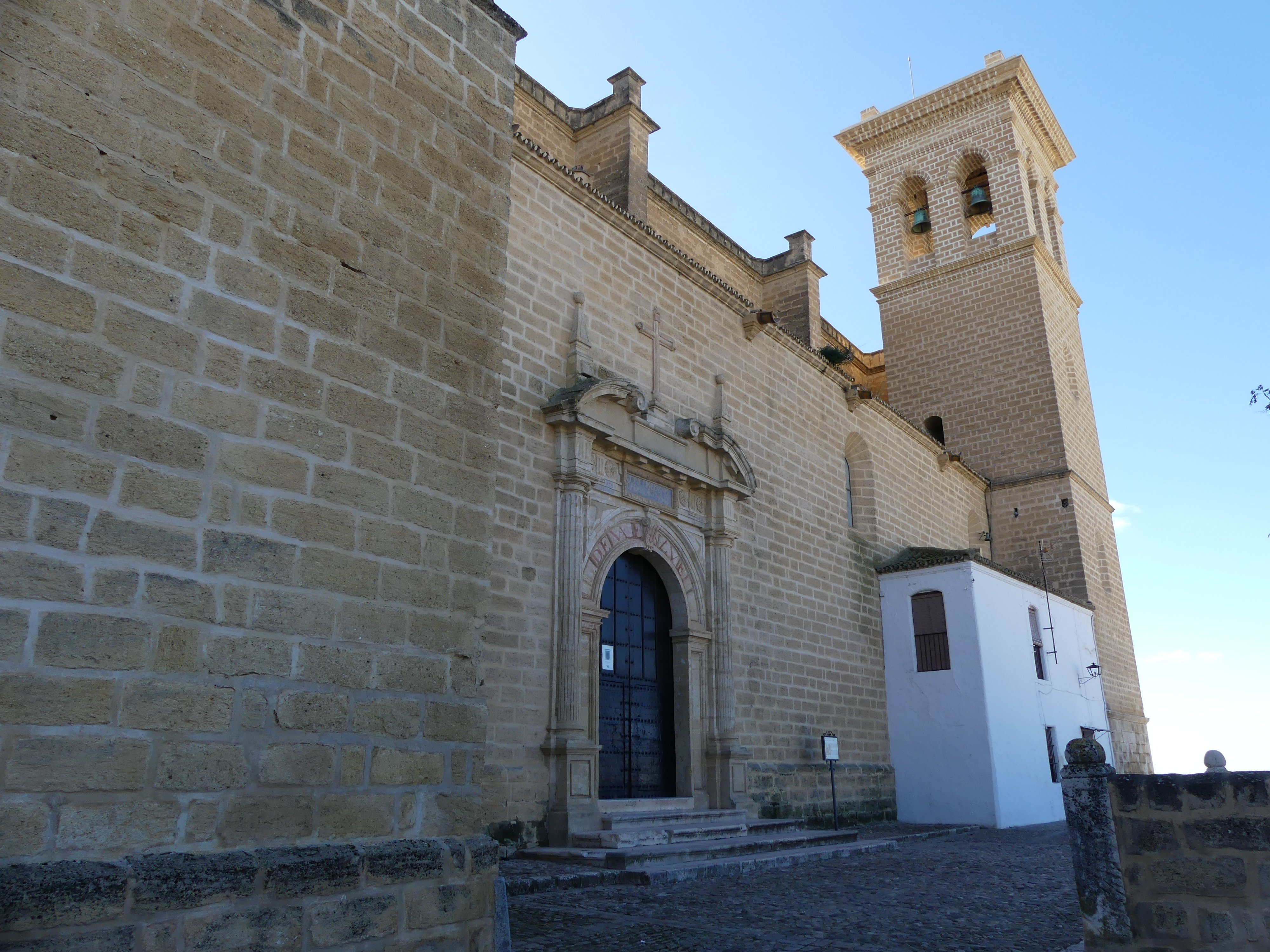
Fachada de la Colegiata de Osuna.

A pesar del terrible carácter de su marido, también se atribuye al conde una atención especial por las corrientes espirituales de la época, interesado en el mecenazgo de diversas obras de temática moral y religiosa, aunque muy posiblemente ya en su etapa de madurez y vejez. La condesa Leonor y él patrocinaron varias instituciones religiosas en la villa de Osuna, entre ellas la Colegiata. El patrocinio religioso de Leonor de la Vega y Velasco, unido a un deseo por perpetuar la memoria de su linaje, se aprecian en la Portada del Sol de la Colegiata de Osuna. Entre los cinco escudos de la puerta aparecen dos en recuerdo de los condestables de Castilla, enlazando así la familia Mendoza y Velasco.
La vida religiosa del matrimonio se manifiesta en la petición al papa Sixto IV de varios privilegios en torno a 1480: solicitaban que pudiesen elegir y disponer de un confesor para que les absolviera de toda clase de pecados, a ellos y a sus hijos, incluidos los reservados al papa, la obtención de indulgencia plenaria en vida e in articulo mortis, la conmutación de la peregrinación a Santiago de Compostela por el emprendimiento de otras obras pías, la disponibilidad de tener altar portátil, el señalamiento de algunas iglesias para ganar indulgencias, la posibilidad de alimentarse de lácteos y carne en Cuaresma, etc. La condesa y sus hijas obtuvieron permiso para entrar en conventos de monjas y relacionarse con ellas. Y, finalmente, uno de sus capellanes, Fernán Ruiz de Contreras, obtuvo en julio de 1492, en la Granada conquistada, ración en la iglesia de aquella ciudad. Finalmente, en 1517 el papa León X confirmaba el privilegio de tener confesor para absolver sus pecados.

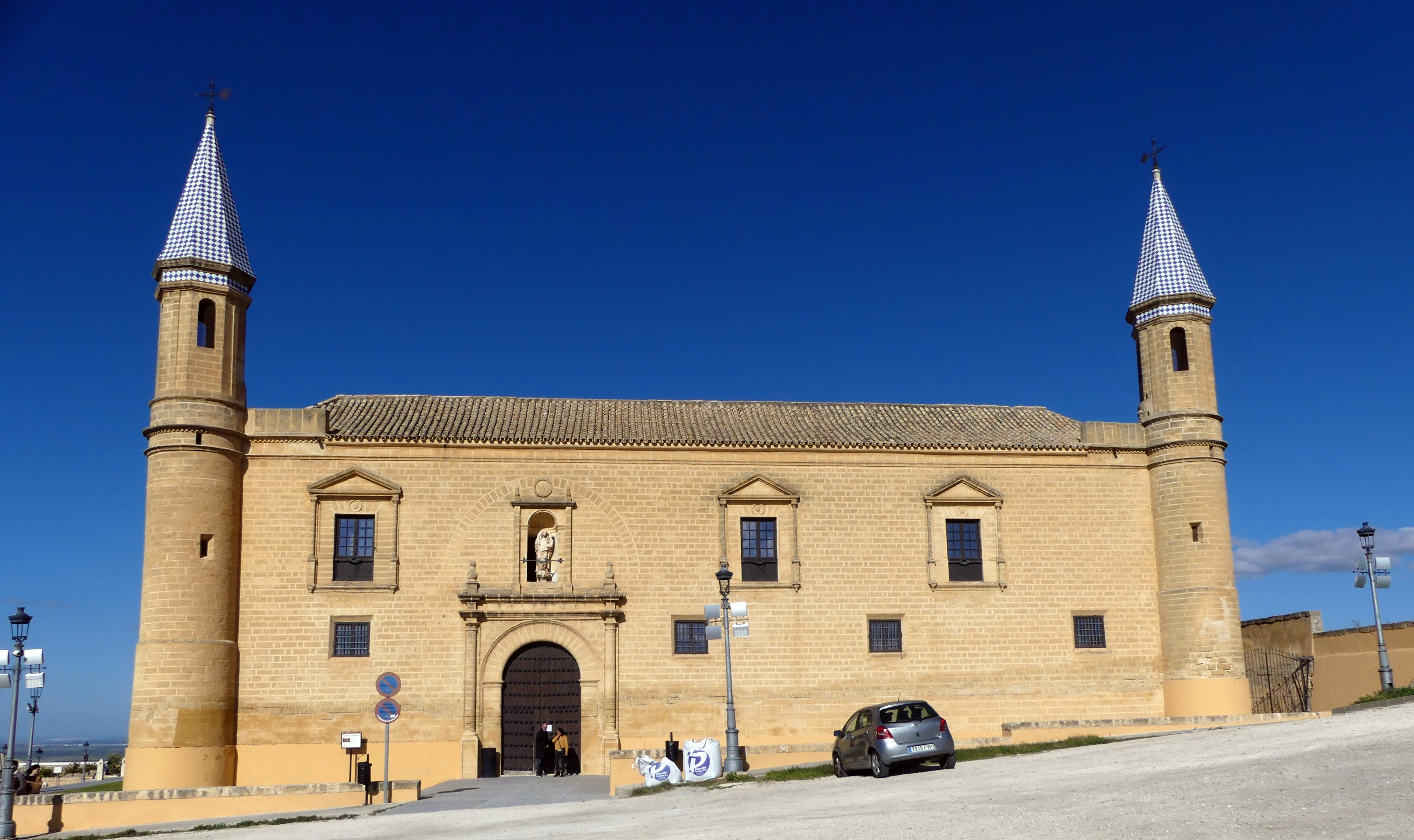
Universidad de Osuna, fundación de Juan Téllez Girón, hijo de Leonor de la Vega y Velasco.

La condesa Leonor se sabe que organizó un buen número de fiestas religiosas. Por orden de 1510 fueron instituidas tres procesiones anuales en Osuna para agradecer el poco impacto de la epidemia de peste, señalando como días claves la Resurrección, la Anunciación y el Nacimiento de Cristo. Esto se suma al influjo que demostró en su hijo Juan Téllez Girón, IV conde de Urueña, al que educó de forma refinada; de hecho, su hijo recibió el apelativo de “el Santo”, y fue un promotor del culto de la Inmaculada Concepción. Se considera a su madre como inspiradora del interés por mejorar la formación del clero vinculado a esta institución. En la dotación que efectuó en 1548 de la Universidad de la Inmaculada Concepción de Osuna, el por entonces conde de Urueña mencionó el papel de su madre y encomienda de su alma:

Porque quiero, y es mi propósito y voluntad que se entienda que esta Casa y Colegio, yo la he edificado en nombre de la Ilustrísima Señora Doña Leonor de la Vega y Velasco, mi Señora y Madre, […] y le puse nombre, Casa de la Santa Concepción de Nuestra Señora, de cuya festividad su Señoría fue tan particularmente devota […].

La relación de Leonor de Velasco con la Inmaculada Concepción se aprecia también en la escena del retablo marco de Hernando de Esturmio, en cuyo frontón semicircular se observa el escudo de armas de ésta.

## Descendencia
Fueron quince los hijos e hijas del matrimonio. Algunos fallecieron. Salvo una de sus hijas, entre las que sobrevivieron, todas enlazaron con las más poderosas casas nobiliarias del reino de Castilla:
- Pedro Girón y Velasco, III conde de Ureña, conocido por su condición de capitán general de los Comuneros.[cita requerida]
- Rodrigo Téllez Girón (m. 1526), sin descendencia. Fue asiduo de la corte.[cita requerida]
- Juan Téllez Girón, IV conde de Ureña, conocido como “el Santo”. Sucedió a su hermano Pedro al no tener herederos varones, pero no sin superar antes un litigio con la viuda de su hermano, Mencía de Guzmán, y su hija, María Ana Girón, que alegaban derechos a la herencia. Casó con María de la Cueva y Toledo. Favoreció el culto a la Inmaculada Concepción, posiblemente trasmitido por su madre, quien fue la principal encargada de su educación.[22] Fue el fundador de la Universidad de la Concepción de Osuna.[23]
- Bernardino Téllez Girón, Gabriel Girón y Alfonso Téllez-Girón fallecieron siendo niños.[cita requerida]
- Isabel Girón, que casó con Beltrán de la Cueva y Álvarez de Toledo, duque de Alburquerque, conde de Ledesma y Huelma.[cita requerida]
- María Girón, “la Mayor”, que casó con Fernando Enríquez, almirante de Castilla y I duque de Medina de Rioseco.[cita requerida]
- Leonor Girón, que casó con Luis Fernández Portocarrero Bocanegra, conde de Palma del Río y Almenara.[cita requerida]
- Mencía Girón, que casó Enrique de Acuña y Portugal, IV conde de Valencia de Don Juan.[cita requerida]
- Juana Téllez Girón, que casó con Rodrigo Ponce de León, duque de Arcos.[cita requerida]
- María Téllez Girón, “la Menor”, que casó primero con Enrique de Guzmán, el IV duque de Medina Sidonia, y con Rodrigo Ponce de León, I duque de Arcos y viudo de su hermana Juana.[cita requerida]
- Catalina Girón y Beatriz Girón, que murieron siendo niñas.[cita requerida]
- Ana Girón tomó los hábitos y llegó a abadesa del monasterio de Santa Clara de Villafrechos.[cita requerida]

## Apariciones literarias
Se cree que la letra de una copla de pie quebrado que corría en la segunda mitad del siglo XV estaba dedicada a Leonor de la Vega y Velasco motivada por sus esponsales con el conde de Urueña. Es posible que el autor del texto fuera Diego de San Pedro, criado del conde Juan Téllez Girón, o Jorge Manrique, que era tío del conde. Dice así la copla:[cita requerida]

Pues que Dios te hizo tal,

graçiosa, dulçe, fermosa,

y más, honesta,

si te amo desygual,

gentil dama valerosa,

aya respuesta.

Respuesta de mi serviçio,

que bivo vida muriendo;

trasportado en tu figura,

te demando,

esperando benefiçio

que me deves dar, doliéndote

de mi mal et tristura

en que ando.

Pues que ansí nasçiste tal,

en estremo virtuosa,

di ¿qué te cuesta

librarme de tanto mal,

tú, señora tan graçiosa,

con tu respuesta?

Roger Boase opina que la música pudo ser obra de Juan Cornago, compositor al servicio del duque de Alba. Debió prepararse para el torneo de Valladolid de 1475 o para las fiestas por las bodas de Leonor de la Vega y Velasco y Juan Téllez Girón en 1476, fechas en las que los Girón ya estaban al servicio de la reina Isabel.